# Mary Woronov

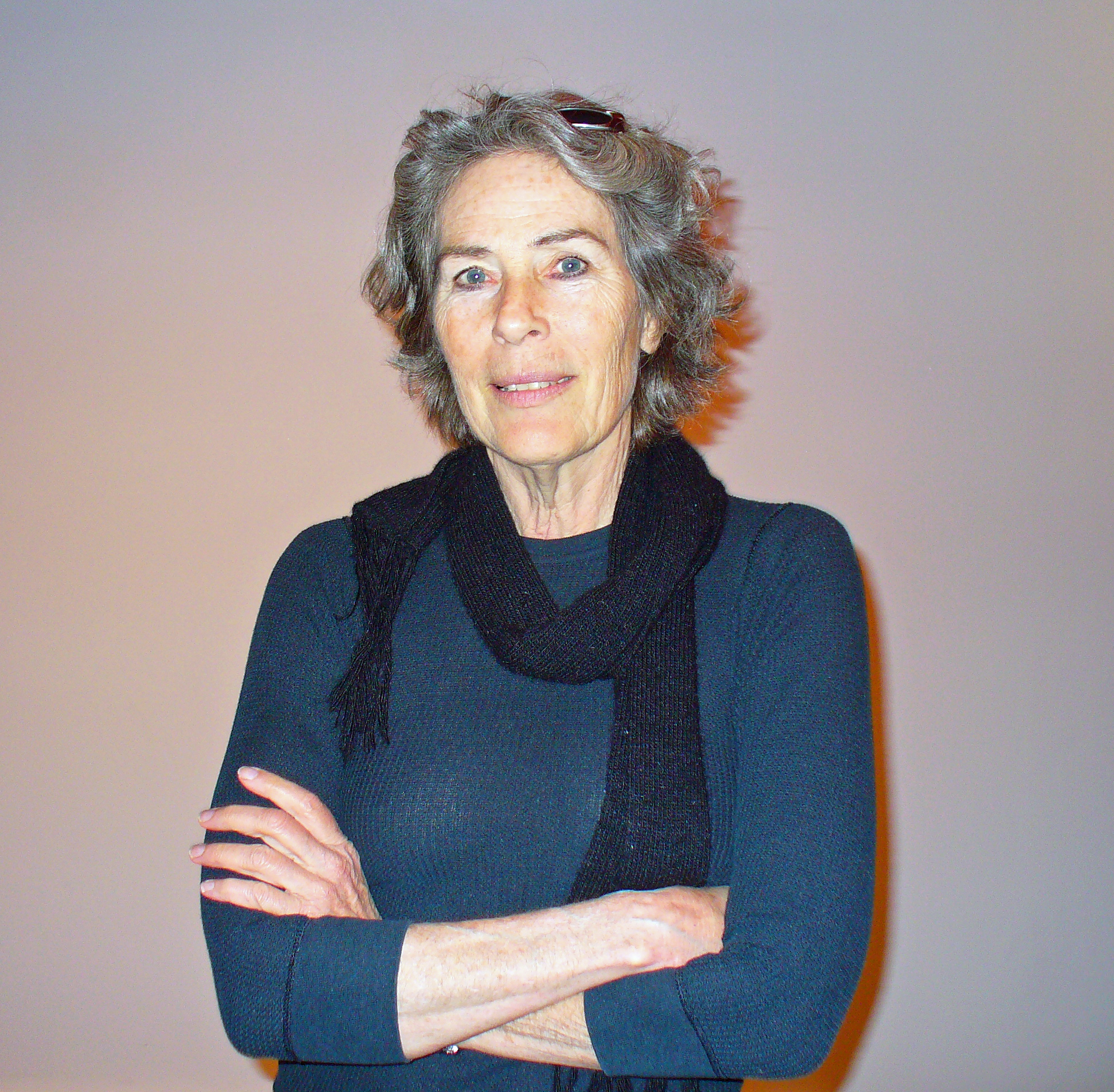
Mary Woronov (2007)

Mary Woronov (* 8. Dezember 1943 in Brooklyn, New York City) ist eine amerikanische Schauspielerin, Schriftstellerin und Malerin. Woronov war ein Mitglied von Andy Warhols Factory.

## Leben
In den 1960ern schloss sich Woronov der Clique um Andy Warhol an und agierte zunächst als Gogo-Tänzerin bei den Warholschen Exploding Plastic Inevitable-Shows. Für die damalige Zeit provokant war der sadomasochistisch angehauchte „Peitschentanz“ der attraktiven, stets abweisend-unterkühlt wirkenden Frau zu den dröhnenden Klängen von Velvet Undergrounds Venus in Furs (zusammen mit dem Warhol-Mitarbeiter Gerard Malanga). Eine längere Sequenz in Warhols Film Chelsea Girls zeigt Woronov, die sichtbar von Amphetaminen berauscht ist, als „Hanoi Hanna“, die ihre Zimmergenossin mit Worten und Taten quält. Die Schauspielerin gehörte, wie sie in ihrer Autobiografie Swimming Underground schreibt, auch zu den „Mole People“ im Umkreis der Factory, einer Gruppe von Speedfreaks, die nächtelang feierte und heftige Drogen-Psychosen durchlebte.
Ende der 1960er verließ Woronov die Factory und verbrachte nach einem Drogenentzug einige Jahre in Europa. Zurück in den Vereinigten Staaten nahm sie verschiedene Off-Broadway-Engagements an. Nach einer kurzen Liaison mit dem Regisseur und Produzenten Theodore Gershuny zog sie auf Einladung ihres Freundes Paul Bartel, in dessen Filmen sie mehrere Rollen verkörperte, nach Los Angeles. Eine ihrer bekanntesten Rollen ist die der Mary Bland in Eating Raoul. Für ihre Darstellung in Luxus, Sex und Lotterleben wurde sie 1990 für den Independent Spirit Award als Beste Nebendarstellerin nominiert.
Neben ihrer schauspielerischen Arbeit hat sich Mary Woronov ein Renommee als Malerin und Schriftstellerin erworben.

## Filmografie (Auswahl)
- In den 1960ern mehrere Kurzfilme von Andy Warhol
- 1970: Kemek
- 1974: Silent Night, Bloody Night
- 1975: Frankensteins Todesrennen (Death Race 2000)
- 1976: Cannonball
- 1976: Drei Engel für Charlie (Charlie’s Angels, Fernsehserie, Folge 1x05)
- 1976: Hollywood Boulevard
- 1979: Rock ’n’ Roll Highschool
- 1981: Herzquietschen (Heartbeeps)
- 1982: Eating Raoul
- 1984: Hart aber herzlich Folge 5x15: Der Hund, der zu viel wusste
- 1984: Der Komet (Night of the Comet)
- 1984: Overnight Sensation (Kurzfilm)
- 1986: Nomads – Tod aus dem Nichts (Nomads)
- 1986: TerrorVision
- 1986: Shopping (Chopping Mall)
- 1987: Sledge Hammer! (Fernsehserie, Folge 1x22)
- 1989: Luxus, Sex und Lotterleben (Scenes from the Class Struggle in Beverly Hills)
- 1989: Warlock – Satans Sohn (Warlock)
- 1991: Rock'n'Roll High School Forever
- 1992: Sleeping Dogs – Tagebuch eines Mörders (Where Sleeping Dogs Lie)
- 1992: Parker Lewis – Der Coole von der Schule (Parker Lewis Can’t Lose, Fernsehserie)
- 1994: Babylon 5 (Fernsehserie, Folge 1x03 Die Purpur-Daten)
- 1994: Glory Days (Shake, Rattle and Rock!)
- 1999: X-Factor: Das Unfassbare (Beyond Belief: Fact or Fiction, Fernsehserie, Folge 3x09 Motel 66)
- 2004: The Halfway House
- 2005: The Devil’s Rejects
- 2009: The House of the Devil
- 2011: Kitchenette: Part One
- 2012: Attack of the 50 Foot Cheerleader
- 2019: Frankenstein’s Monster’s Monster, Frankenstein